# Altes Zollhaus (Dundee)

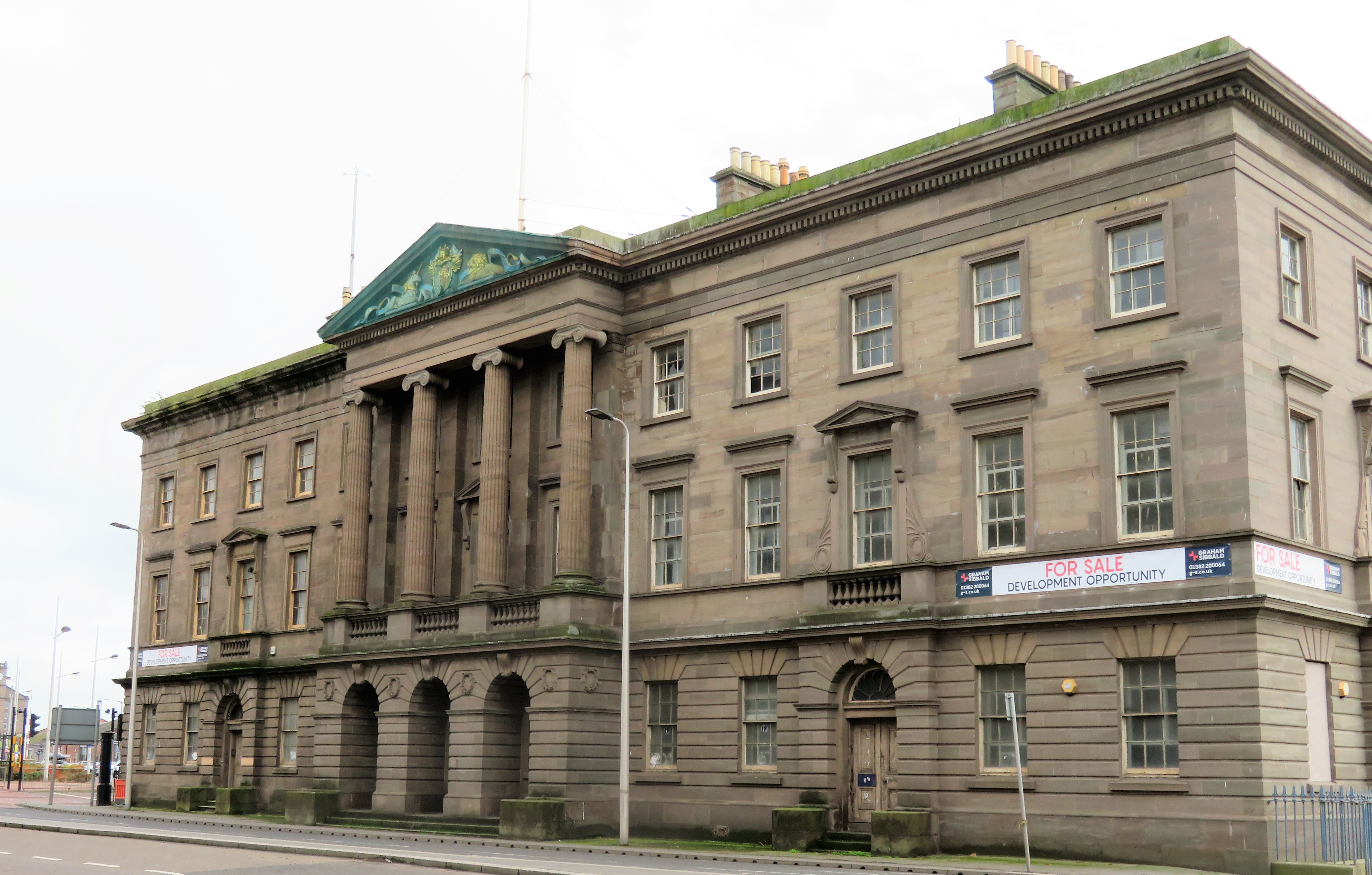
Altes Zollhaus von Dundee

Das Alte Zollhaus von Dundee befindet sich nahe der Hafenanlagen der schottischen Stadt Dundee in der gleichnamigen Council Area. 1963 wurde das Bauwerk in die schottischen Denkmallisten in der höchsten Denkmalkategorie A aufgenommen.

## Geschichte
Das nach einem Entwurf von John Taylor und James Leslie erbaute Zollhaus wurde 1843 fertiggestellt. Es diente der zollrechtlichen Abfertigung am internationalen Hafen der Stadt. 1884 wurden Räumlichkeiten für den Dundee Harbour Trust an der Südseite nach einem Entwurf von C. & L. Ower ergänzt. 2009 wurde das zwischenzeitlich leerstehende Gebäude in das Register gefährdeter denkmalgeschützter Bauwerke in Schottland aufgenommen. 2016 wurde sein Zustand als verhältnismäßig gut bei gleichzeitig geringer Gefährdung eingestuft.

## Beschreibung
Das Alte Zollhaus steht zwischen dem Victoria Dock und der Tay Railway Bridge entlang der Dock Street (A92/A991). Es handelt sich um das größte Zollhaus Schottlands nach dem Alten Zollhaus von Greenock. Das dreistöckige Gebäude ist im Stile des klassizistischen Greek Revival ausgeführt. An der 13 Achsen weiten Hauptfassade entlang der Dock Street tritt ein Portikus mit vier ionischen Säulen heraus. Das königliche Wappen ziert das Tympanum des abschließenden Dreiecksgiebels. Sein Gesims mit Zahnschnitt ist als Kranzgesims entlang der Fassade fortgeführt. Im Bereich des Erdgeschosses ist das Mauerwerk rustiziert. Gesimse bekrönen die Fenster des ersten Obergeschosses. Die rückwärtige Bruchsteinfassade ist schlichter ausgestaltet. Das abschließende Walmdach ist mit Schiefer eingedeckt.